# Jacobus van Knooij
Jacobus van Knooij (eind middeleeuwen) was de Nederlandse auteur van het boek Itinerarium, waar onder anderen de Vlaamse cartograaf Gerard Mercator gebruik van maakte toen hij zijn kaarten van de noordelijkste gebieden van onze aarde liet tekenen.
Zijn naam heeft in Latijnse teksten uit die tijd de vorm Iacobo Cnoxen Buscoducensis, waar Buscoducensis zijn woonplaats 's-Hertogenbosch aangeeft. Het is niet precies bekend wanneer hij geboren is. Maar zijn beschrijving van de noordelijke poolstreken bleek later van groot belang voor de exploratie van de noordoost- en de noordwestpassages.